# A1 Team Portugal
Das A1 Team Portugal (engl. Stilisierung: A1Team.Portugal) war das portugiesische Nationalteam in der A1GP-Serie. Es wurde in der Saison 2008/2009 Dritter der Meisterschaft.

## Geschichte

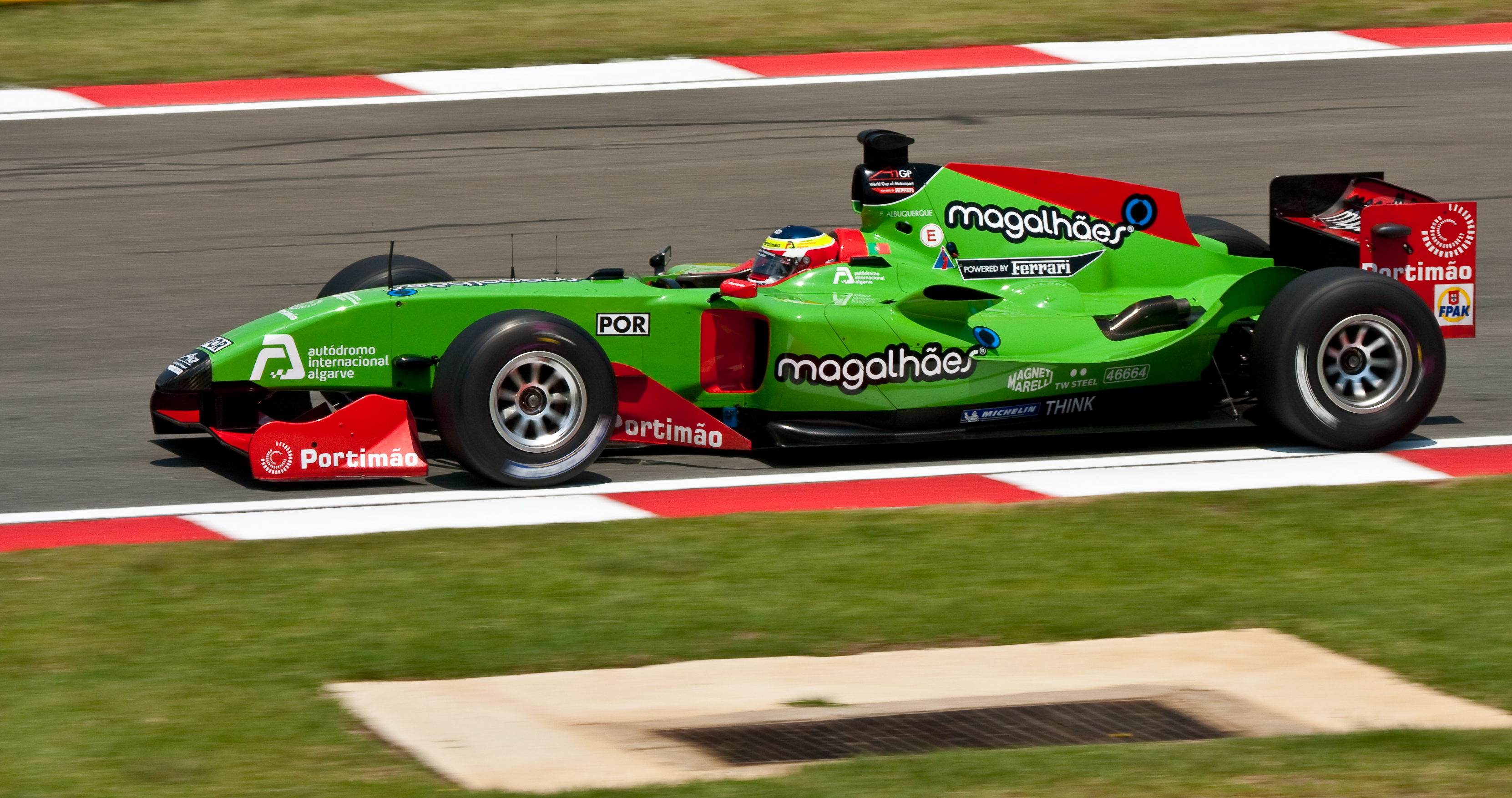
A1 Team Portugal in Kyalami 2009

Das A1 Team Portugal wurde von Carlos Queiroz und Fußballspieler Luís Figo gegründet, befand sich aber ab der zweiten Saison unter der Leitung von Luís Vicente; als Rennstall fungierte in der ersten Saison das britische Team Performance Racing, in der zweiten und dritten Saison wurde ein eigenes Team eingesetzt und ab der vierten Saison hatte der französische Rennstall Boer Services diese Rolle inne.
In der ersten Saison war das Team oberes Mittelmaß. Nachdem es mit Platz acht im Sprintrennen in Brands Hatch durch Stammfahrer Álvaro Parente seine ersten Punkte einfahren konnte, folgte mit dem zweiten Platz im Sprintrennen in Eastern Creek die erste Podiumsplatzierung. Weitere Saisonhöhepunkte stellten der dritte Platz im Hauptrennen in Durban und der dritte Platz im Sprintrennen in Laguna Seca dar. Das Team beendete die Saison auf Rang neun mit 66 Punkten.
An den ersten sieben Rennwochenenden der folgenden Saison nahm das Team aufgrund finanzieller Probleme nicht teil. Nachdem die portugiesische Finanzgruppe Banif Group als neuer Hauptsponsor gewonnen werden konnte, trat es in Durban erstmals wieder an und beendete das Hauptrennen mit Platz fünf in den Punkten. Mit Rang sieben im Hauptrennen in Mexiko-Stadt folgte ein weiteres Punkteresultat. Das Team beendete die Saison auf dem 17. Gesamtplatz mit zehn Zählern.
In der dritten Saison war das Team wieder im Mittelfeld zu finden. Nach einer mäßigen ersten Saisonhälfte gelangen ihm mit Filipe Albuquerque als neuem Fahrer drei Podestplatzierungen: ein dritter Platz im Hauptrennen in Durban sowie ein dritter und ein zweiter Platz in Shanghai. Damit stellte dieses Rennwochenende in China das bis dahin erfolgreichste in der Teamgeschichte dar. Das Team beendete die Saison auf der elften Gesamtposition mit 59 Punkten.
In der vierten Saison entwickelte sich das Team zum Spitzenteam. Nachdem es beim Saisonauftakt in Zandvoort noch ohne Punkte geblieben war, konnte im Hauptrennen in Chengdu mit Albuquerque am Steuer der erste Sieg der Teamgeschichte erzielt werden. Es folgten fünf weitere Podiumsplatzierungen, die am Ende Gesamtrang drei mit 92 Punkten zur Folge hatten.
Das A1 Team Portugal hat an 32 Rennwochenenden der A1GP-Serie teilgenommen.

## Fahrer
Das A1 Team Portugal setzte an Rennwochenenden neun verschiedene Fahrer ein, von denen vier auch an den Rennen selbst teilnahmen. Außerdem kam beim offiziellen Test in Silverstone 2005 Pedro Lamy zum Einsatz.

### Übersicht der Fahrer
| Fahrer                  | RG | SR | HR | RS | 1. Pl.  | 2. Pl.  | 3. Pl.  | PP | SRR | Pkt. |
| ----------------------- | -- | -- | -- | -- | ------- | ------- | ------- | -- | --- | ---- |
| Parente, Álvaro         | 26 | 13 | 13 | 1  | 0 (0/0) | 1 (1/0) | 2 (1/1) | 0  | 0   | 76   |
| Albuquerque, Filipe     | 22 | 11 | 11 | 3  | 1 (0/1) | 4 (1/3) | 4 (2/2) | 0  | 2   | 146  |
| Urbano, João            | 14 | 7  | 7  | 5  | 0 (0/0) | 0 (0/0) | 0 (0/0) | 0  | 0   | 5    |
| Campaniço, César        | 2  | 1  | 1  | -  | 0 (0/0) | 0 (0/0) | 0 (0/0) | 0  | 0   | 0    |
| Duarte, Frederico       | -  | -  | -  | 2  | 0 (0/0) | 0 (0/0) | 0 (0/0) | 0  | 0   | 0    |
| Parente, Armando        | -  | -  | -  | 2  | 0 (0/0) | 0 (0/0) | 0 (0/0) | 0  | 0   | 0    |
| da Costa, António Félix | -  | -  | -  | 2  | 0 (0/0) | 0 (0/0) | 0 (0/0) | 0  | 0   | 0    |
| Araújo, Gonçalo         | -  | -  | -  | 1  | 0 (0/0) | 0 (0/0) | 0 (0/0) | 0  | 0   | 0    |
| Serra, Bruno            | -  | -  | -  | 1  | 0 (0/0) | 0 (0/0) | 0 (0/0) | 0  | 0   | 0    |

Legende: RG = Rennen gesamt; SR = Sprintrennen; HR = Hauptrennen; RS = Rookie-Sessions; PP = Pole-Position; SRR = schnellste Rennrunde

## Ergebnisse
| Saison | 1         | 1         | 2          | 2          | 3       | 3       | 4          | 4          | 5       | 5       | 6          | 6          | 7          | 7          | 8         | 8         | 9         | 9         | 10        | 10        | 11        | 11        | Rang | Punkte |
| ------ | --------- | --------- | ---------- | ---------- | ------- | ------- | ---------- | ---------- | ------- | ------- | ---------- | ---------- | ---------- | ---------- | --------- | --------- | --------- | --------- | --------- | --------- | --------- | --------- | ---- | ------ |
| 05/06  | Brands H. | Brands H. | EuroSpeed. | EuroSpeed. | Estoril | Estoril | Eastern C. | Eastern C. | Sepang  | Sepang  | Dubai      | Dubai      | Durban     | Durban     | Sentul    | Sentul    | Monterrey | Monterrey | Laguna S. | Laguna S. | Shanghai  | Shanghai  | 9.   | 66     |
| 05/06  | 8 PAR     | 20 PAR    | 20 PAR     | 11 PAR     | 6 PAR   | 5 PAR   | 2 PAR      | 7 PAR      | 9 PAR   | 18 PAR  | 8 PAR      | 4 PAR      | 8 PAR      | 3 PAR      | 19 PAR    | 17 PAR    | 19 PAR    | 10 PAR    | 3 PAR     | 4 PAR     | 13 CAM    | 12 CAM    | 9.   | 66     |
| 06/07  | Zandvoort | Zandvoort | Brno       | Brno       | Peking  | Peking  | Sepang     | Sepang     | Sentul  | Sentul  | Taupo      | Taupo      | Eastern C. | Eastern C. | Durban    | Durban    | Mexiko-S. | Mexiko-S. | Shanghai  | Shanghai  | Brands H. | Brands H. | 17.  | 10     |
| 06/07  |           |           |            |            |         |         |            |            |         |         |            |            |            |            | 8 PAR     | 5 PAR     | 14 PAR    | 7 PAR     | 19 URB    | 13 URB    | 11 PAR    | 11 PAR    | 17.  | 10     |
| 07/08  | Zandvoort | Zandvoort | Brno       | Brno       | Sepang  | Sepang  | Zhuhai     | Zhuhai     | Taupo   | Taupo   | Eastern C. | Eastern C. | Durban     | Durban     | Mexiko-S. | Mexiko-S. | Shanghai  | Shanghai  | Brands H. | Brands H. | ---       | ---       | 11.  | 59     |
| 07/08  | 11 URB    | 22 URB    | 9 URB      | 18 URB     | 13 URB  | 21 URB  | 19 URB     | 12 URB     | 8 URB   | 12 URB  | 12 URB     | 16 URB     | 7 ALB      | 3 ALB      | 6 ALB     | 7 ALB     | 3 ALB     | 2 ALB     | 6 ALB     | 7 ALB     |           |           | 11.  | 59     |
| 08/09  | Zandvoort | Zandvoort | Chengdu    | Chengdu    | Sepang  | Sepang  | Taupo      | Taupo      | Kyalami | Kyalami | Algarve    | Algarve    | Brands H.  | Brands H.  | ---       | ---       | ---       | ---       | ---       | ---       | ---       | ---       | 3.   | 92     |
| 08/09  | 9 ALB     | 11 ALB    | 6 ALB      | 1 ALB      | 4 ALB   | 2 ALB   | 6 ALB      | 3 ALB      | 2 ALB   | 5 ALB   | 3 ALB      | 2 ALB      | 5 ALB      | 5 ALB      |           |           |           |           |           |           |           |           | 3.   | 92     |

| Legende  | Legende            | Legende                                                          |
| Farbe    | Abkürzung          | Bedeutung                                                        |
| -------- | ------------------ | ---------------------------------------------------------------- |
| Gold     | –                  | Sieg                                                             |
| Silber   | –                  | 2. Platz                                                         |
| Bronze   | –                  | 3. Platz                                                         |
| Grün     | –                  | Platzierung in den Punkten                                       |
| Blau     | –                  | Klassifiziert außerhalb der Punkteränge                          |
| Violett  | DNF                | Rennen nicht beendet (did not finish)                            |
| Violett  | NC                 | nicht klassifiziert (not classified)                             |
| Rot      | DNQ                | nicht qualifiziert (did not qualify)                             |
| Rot      | DNPQ               | in Vorqualifikation gescheitert (did not pre-qualify)            |
| Schwarz  | DSQ                | disqualifiziert (disqualified)                                   |
| Weiß     | DNS                | nicht am Start (did not start)                                   |
| Weiß     | WD                 | zurückgezogen (withdrawn)                                        |
| Hellblau | PO                 | nur am Training teilgenommen (practiced only)                    |
| Hellblau | TD                 | Freitags-Testfahrer (test driver)                                |
| ohne     | DNP                | nicht am Training teilgenommen (did not practice)                |
| ohne     | INJ                | verletzt oder krank (injured)                                    |
| ohne     | EX                 | ausgeschlossen (excluded)                                        |
| ohne     | DNA                | nicht erschienen (did not arrive)                                |
| ohne     | C                  | Rennen abgesagt (cancelled)                                      |
| ohne     | keine WM-Teilnahme |                                                                  |
| sonstige | P/fett             | Pole-Position                                                    |
| sonstige | 1/2/3/4/5/6/7/8    | Punktplatzierung im Sprint-/Qualifikationsrennen                 |
| sonstige | SR/kursiv          | Schnellste Rennrunde                                             |
| sonstige | *                  | nicht im Ziel, aufgrund der zurückgelegten Distanz aber gewertet |
| sonstige | ()                 | Streichresultate                                                 |
| sonstige | unterstrichen      | Führender in der Gesamtwertung                                   |